# Aphytis maculatus
Aphytis maculatus är en stekelart som först beskrevs av Shafee 1970.  Aphytis maculatus ingår i släktet Aphytis och familjen växtlussteklar. Inga underarter finns listade i Catalogue of Life.